# アメトラ
『アメトラ』（AMETORA）は、UAの2枚目のアルバム。1998年4月22日発売。発売元はビクターエンタテインメント。

## 解説
- オリジナルアルバムとしては1年6ヶ月ぶりとなった。
- 累計売上は約43.5万枚。
- 2016年5月25日にデビュー20周年記念としてDeluxe Editionが発売された。

## 収録曲
1. 悲しみジョニー(5:38)
作詞：UA、作曲：朝本浩文
8thシングル
2. 青空(4:21)
作詞：UA、作曲：下田法晴(SILENT POETS)/春野高広(LITTLE TEMPO)
3. あめふりヒヤデス(alternate mix)(4:53)
作詞：UA、作曲：Hakase
シングル「悲しみジョニー」収録
4. 忘れない(5:05)
作詞：UA、作曲：青柳拓次
5. 夜の風(4:52)
作詞：UA、作曲：アート・リンゼイ/アンドレス・レビン
6. 歪んだ太陽(4:35)
作詞：UA、作曲：ジョニー・フィンガー
10thシングル
7. 恋人(5:57)
作詞：UA、作曲：レニー・ケイ
8. TORO(4:18)
作詞：UA、作曲：ビル・リー
9. 貴方の一番好きな歌(5:53)
作詞：UA、作曲：ビル・リー
10. 空耳ばかり(4:11)
作詞：UA、作曲：ウェイン・ストッバート/コリン・ホープ
11. アントニオの唄(4:51)
作詞：UA/マイケル・フランクス、作曲：マイケル・フランクス
シングル「ミルクティー」収録
12. 親子バシャバシャ(4:14)
作詞：UA、作曲：ウェイン・ストッバート/コリン・ホープ/ケンジ・ジャマー
13. ミルクティー(5:06)
作詞：UA、作曲：朝本浩文
9thシングル
14. 2人(5:51)
作詞：UA、作曲：森俊二

### Deluxe Edition Disc2
1. 甘い運命
2. 甘い運命 (aloha pro mix)
3. 甘い運命 (acoustic ver.)
4. 真夜中のギター
  - 「甘い運命」のカップリング曲。
5. 悲しみジョニー (last portpia)
6. あめふりヒヤデス (dub)
7. あめふりヒヤデス (mo' skunky mix)
8. あめふりヒヤデス (mo' sparky mix)
9. ミルクティー (glassharp mix)
10. ミルクティー (ナカマ mix)
11. 夜の風 (alternate mix)
  - 未発表バージョン。
12. LAST CENTURY MODERN
  - TOWA TEI feat. UA名義。
13. 夢で逢いましょう
  - 未発表曲。

## リリース日一覧
| 地域 | リリース日    | レーベル          | 規格     | 規格品番     | 備考                                     |
| ---- | ------------- | ----------------- | -------- | ------------ | ---------------------------------------- |
| 日本 | 1998年4月22日 | SPEEDSTAR RECORDS | 12cmCD   | VICL-60190   |                                          |
| 日本 | 1998年4月22日 | SPEEDSTAR RECORDS | 30cmLP   | VIJL-60020/1 |                                          |
| 日本 | 2005年9月22日 | SPEEDSTAR RECORDS | 12cmCD   | VICL-61784   |                                          |
| 日本 | 2013年4月3日  | SPEEDSTAR RECORDS | 音楽配信 | -            |                                          |
| 日本 | 2016年5月25日 | SPEEDSTAR RECORDS | SHM-CDx2 | VICL-70220/1 | Deluxe Edition 初回限定盤 リマスタリング |

### 音楽配信
- アメトラ - mora
- アメトラ - AWA
- アメトラ - YouTube Music プレイリスト
- アメトラ - Spotify
- アメトラ - Apple Music